# Cơ (chất)

Lá Át cơ

Cơ (tiếng Anh: hearts)  là một trong bốn chất của bộ bài Tây chơi kiểu Pháp. Ký hiệu chất cơ là một hình trái tim màu đỏ.
Danh từ cơ là phiên âm chữa coeur của tiếng Pháp, vốn là tên gọi chất này.

## Trong bộ bài

Át cơ
2 cơ
3 cơ
4 cơ
5 cơ
6 cơ
7 cơ
8 cơ
9 cơ
10 cơ
J cơ
Q cơ
K cơ